# Bộ Cói
Bộ Cói (danh pháp khoa học: Cyperales) là một bộ của thực vật một lá mầm (Monocotyledones hay Liliopsida) chỉ chứa một họ duy nhất là họ Cói (Cyperaceae). Họ Hòa thảo (hay họ Lúa- danh pháp khoa học Poaceae) trước kia đã từng được đưa vào bộ này, nhưng hiện nay thông thường nó được tách ra thành bộ riêng, được gọi tương ứng là bộ Hòa thảo hay bộ Lúa (Poales). Đôi khi bộ Cói cũng được trộn lẫn với bộ Bấc (Juncales).
Phân loại gần đây nhất (APG II, 2003) đưa cả hai họ Cói và họ Bấc (Juncaceae) vào trong bộ Hòa thảo, vì thế mà tên gọi bộ Cói đã trở thành lỗi thời.

## Đặc điểm
Cây thân cỏ sống lâu năm, ít khi một năm, thường mọc ở các chỗ ẩm ướt. Thân rễ nằm dưới đất, thân khí sinh không phấn đốt, tiết diện ngang hình tam giác hay hơi tròn. Lá có bẹ ôm lấy thân mọc ra từ gốc, hai mép của bẹ thường dính nhau thành ống: lá xếp thành ba dãy theo thân. Hoa nhỏ, mọc thành bông nhỏ ở kẻ một lá bắc, những bông nhỏ này lại tập hợp thành bông, chùm, chùy... Hoa lưỡng tính hay đơn tính, thụ phấn nhờ gió. Bao hoa rất giảm, dạng vảy khô xác hay dạng lông cứng, từ 1 đến 6 hay nhiều mảnh, có khi không có. Nhị 3, bao phấn đính gốc. Bộ nhụy gồm ba lá noãn hợp thành bầu trên, một ô chỉ chứa một noãn, một vòi và ba đầu nhụy dài. Quả đóng, hạt có nội nhũ bột bao quanh phôi. Bộ Cói có khoảng 70-95 chi với 3.800-4.000 loài, phân bố rộng rãi khắp nơi, đặc biệt là ở vùng ôn đới và hàn đới. Tại Việt Nam hiện biết 28 chi và trên 300 loài.

## Một số loài
Quan trọng nhất là cây cói (Cyperus malaccensis Lam.) mọc dại ở vùng nước lợ, tại Việt Nam hiện được trồng nhiều để dệt chiếu, bao tải, thảm, túi xách, làm đồ đan lát, mỹ nghệ.
Một vài loài mọc dại phổ biến như: 
- Củ gấu (Cyperus rotundus L.): cây cỏ nhỏ có thân rễ hình củ màu nâu đen. Đây là loài cỏ dại ăn hạt đất vườn, nhưng củ của nó được dùng làm thuốc chữa bệnh phụ nữ tốt.
- Cỏ năn đốt (Eleocharis equisetina Perl.): thân tròn, có ngấn, cụm hoa hình tháp bút ờ ngọn. Thường gặp ở các ruộng chua hoặc bãi lầy.
- Cỏ đầu ruồi (Fimbristylis monostachya Hassk. ex L.): thân khí sinh cứng, mọc thành búi ở đất chua, trảng cỏ, ven đường.
- Cỏ bạc đầu (Kyllinga brevifolia Rottb.): cụm hoa hình đầu, màu rắng, thường mọc ở các bãi cỏ, bờ ruộng, lề đường.
- Công dụng: Một số loài được dùng làm cây cảnh, một số loài dùng để sản xuất giấy, có loài ăn được, có loài làm thuốc.

## Hình ảnh

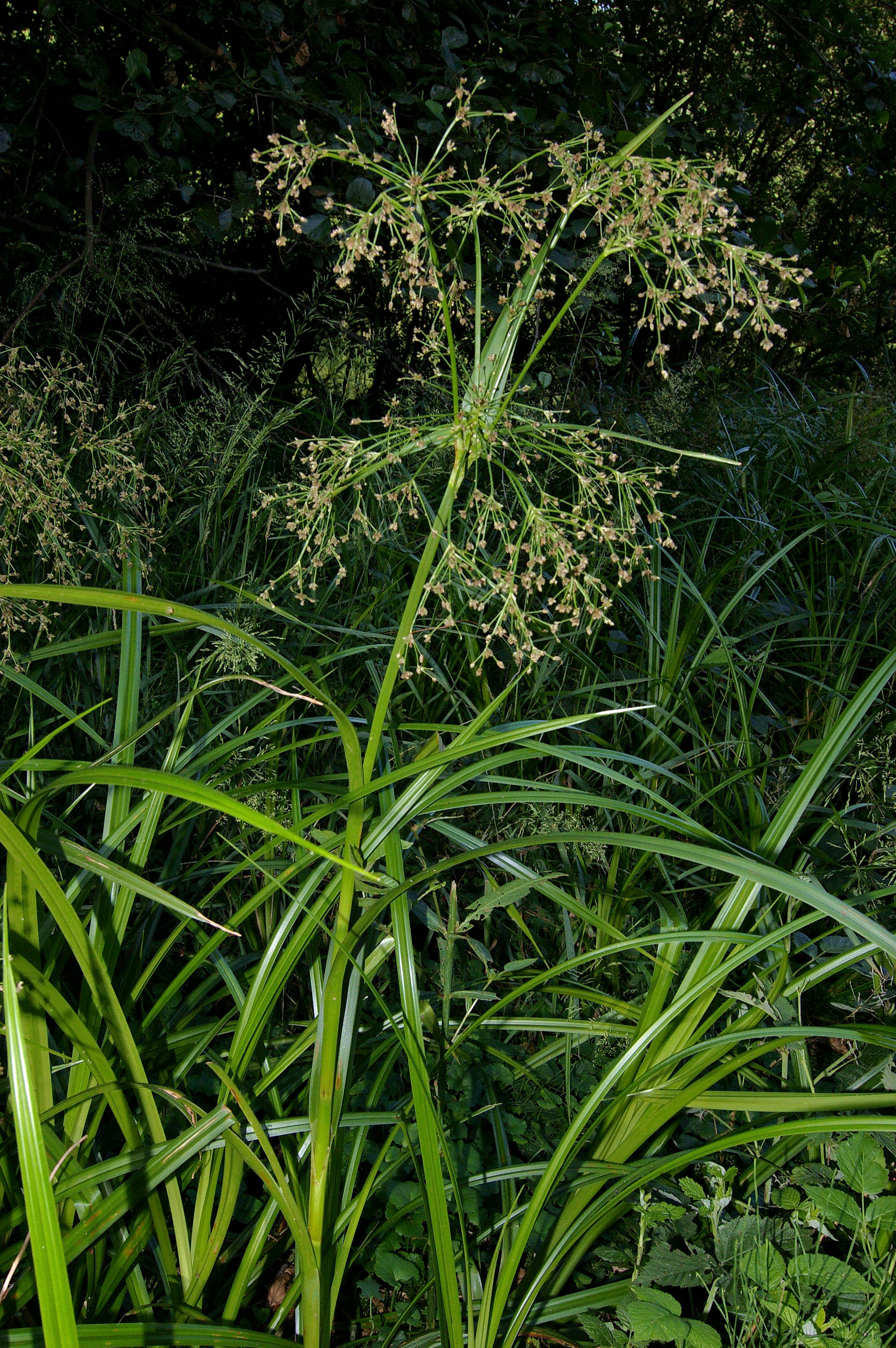
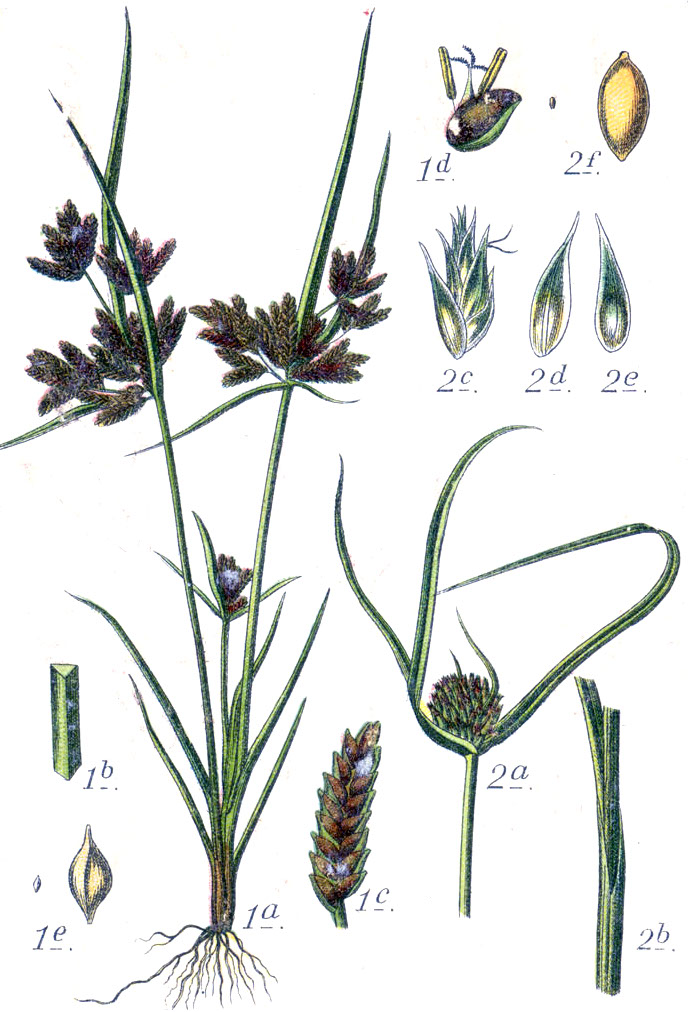
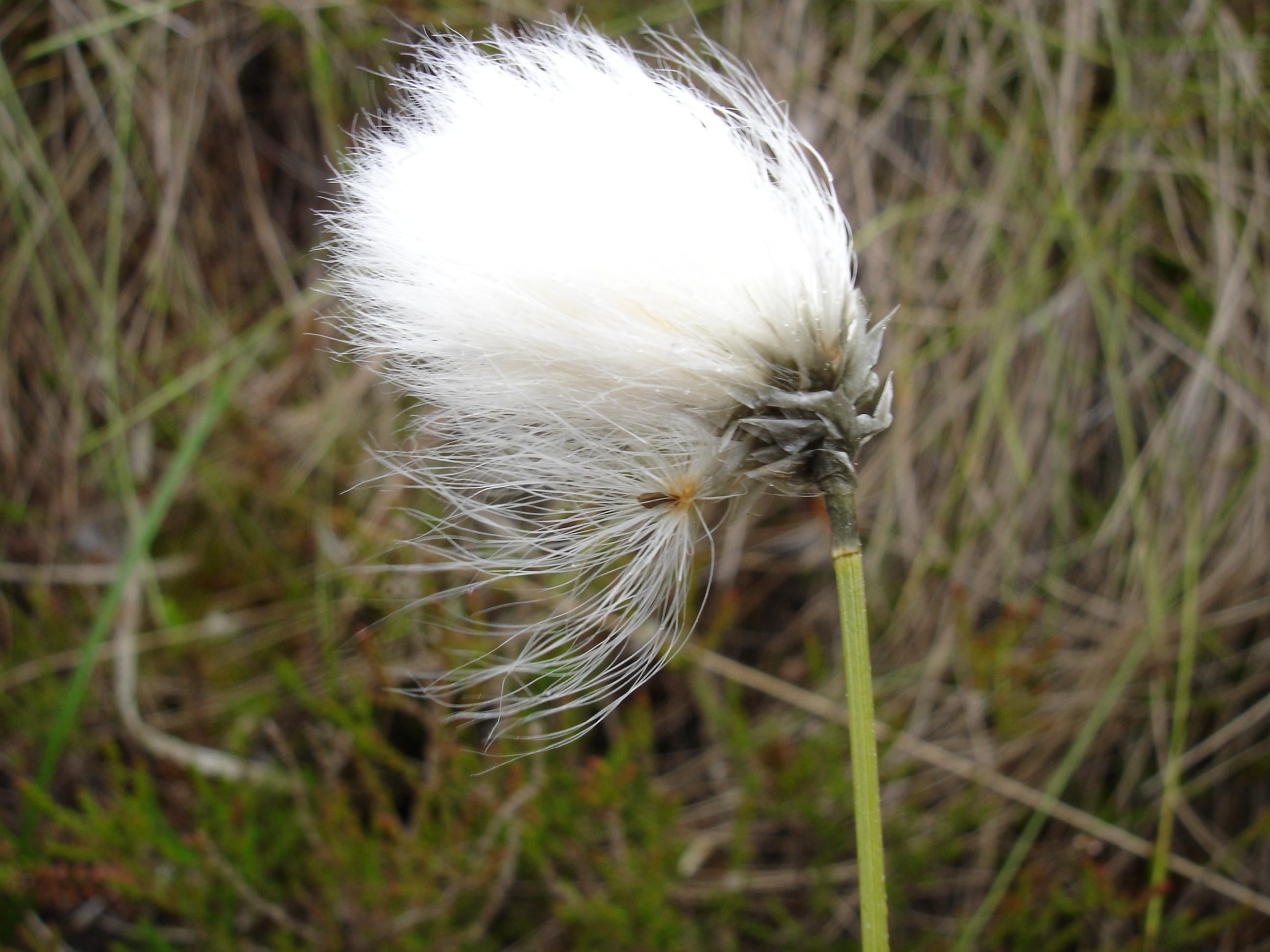
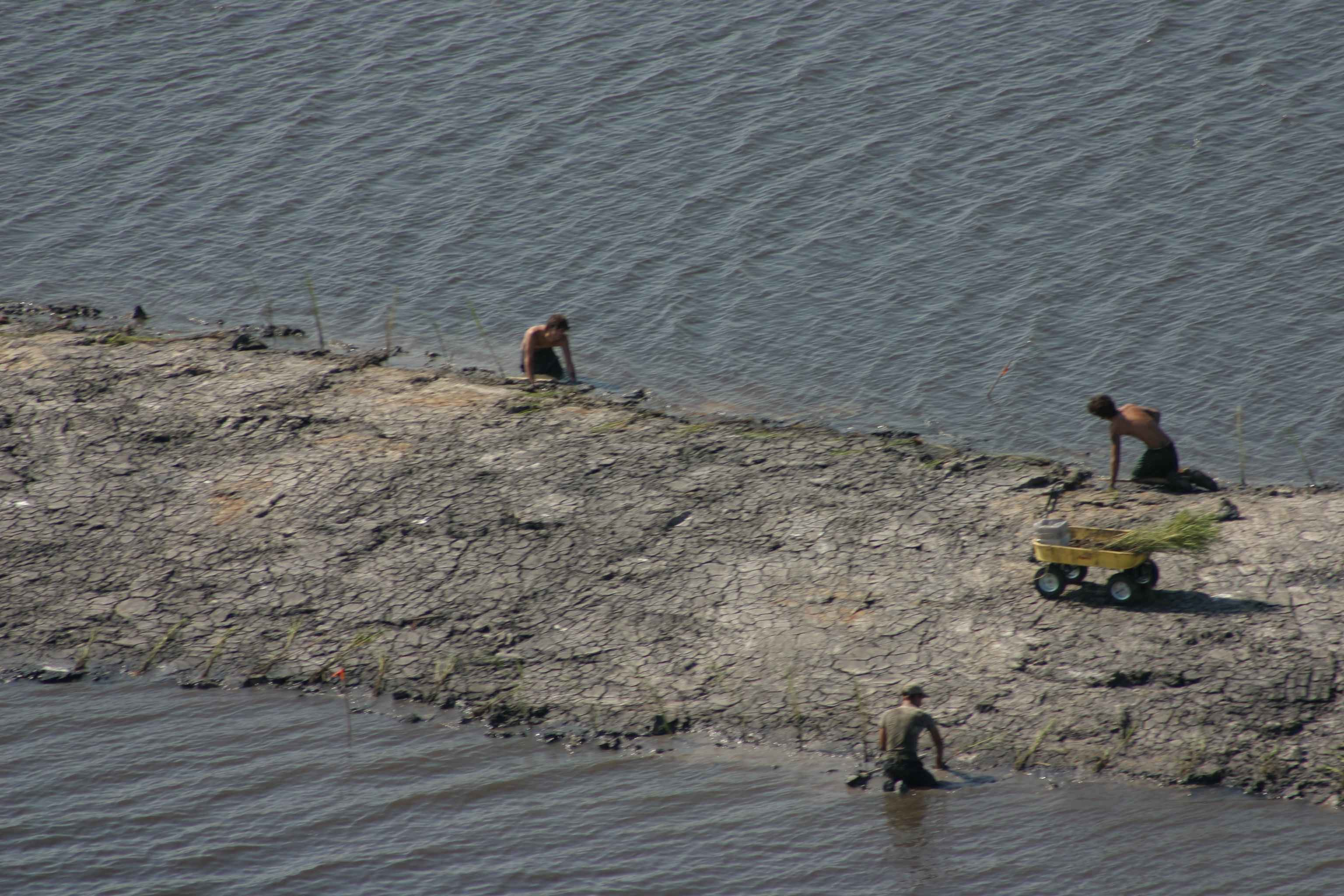